# Polynema caesariatipenne
Polynema caesariatipenne är en stekelart som beskrevs av Girault 1911. Polynema caesariatipenne ingår i släktet Polynema och familjen dvärgsteklar. Inga underarter finns listade i Catalogue of Life.